# مرو الشاهجان
مَرْو أو كما تعرف قديمًا بمرو الكبرى ؛ أو مرو الشاهجان (بالتركمانية: Merw, Мерв, مرو) تمييزًا لها عن مرو الروذ وهي الآن عاصمة منطقة ماري في تركمانستان -وماري تحريف لمرو - ويقدر عدد سكانها 123,000 نسمة، تقع مدينة مرو على ضفاف نهر المرغاب. تعد المدينة حاليا وفقا لليونسكو من مواقع التراث العالمي ويقال انها كانت أكبر مدن العالم في القرن الثاني عشرالميلادي، تعد العاصمة الإقتصادية للبلاد.

## الاسم
إذا أطلق المؤرخون اسم مرو مجردًا فهم في الغالب يقصدون مرو الشاهجان لا مرو الروذ. ومعنى مرو باللغة الفارسية المرج ظن بعض المؤرخين والبلدانيين أنها سميت مروًا لوجود حجارة المرو بها وهذا خطأ وضحه ياقوت الحموي في كتابه ، والشاهجان تعني روح الملك أو نفس الملك فبذلك يكون اسمها بالعربية مرج نفس الملك.
قال الحموي عنها:
| مرو الشاهجان | مرو الشاهجان: هذه مرو العظمى، أشهر مدن خراسان وقصبتها.. أما لفظ مرو فقد ذكرنا أنه بالعربية الحجارة البيض التي يقتدح بها، إلا أن هذا عربي ومرو مازالت عجمية، ثم لم أر بها من هذه الحجارة شيئا ألبتة. وأما الشاهجان: فهي فارسية، معناها: نفس السلطان؛ لأن الجان هي النفس أو الروح، والشاه هو السلطان، سميت بذلك لجلالتها عندهم | مرو الشاهجان |

## التاريخ

### موطنللآريين
في بعض التقاليد الهندية تعتبر مدينة ماري الموطن الأصلي للآريون.

### ما قبل الفتح الإسلامي
كانت مرو مدينة رئيسية لتعليم البوذية في المعابد والأديرة البوذية لقرون عديدة إلى أن وصل الإسلام. كما تم اتباع البوذية وممارستها كثيرًا في الأبراج البوذية في موقع جيور كالا وبيرام علي.
بعد أن استولى الساسانيون بقيادة أردشير الأول (220-240 م) على مرو، فإن دراسة علم العملات توثق سلسلة العملات غير المنقطعة التي تم سكها في مرو حكمًا ساسانيًا مباشرًا طويلًا غير منقطع لما يقرب من أربعة قرون. خلال هذه الفترة، كانت ميرف موطنًا لممارسي الأديان المختلفة إلى جانب الزرادشتية الساسانية الرسمية، بما في ذلك البوذيين والمانويين ومسيحيي كنيسة الشرق.

### الفتح الإسلامي
هي من أمهات مدن خراسان، يطلق عليها مرو الشاهجان، تمييزا لها عن مرو الروذ، وذاع صيت المدينة في التاريخ الإسلامي كأحد مراكز الجهاد في بلاد ما وراء النهر، كما تكتسب أهمية أخرى كذلك في الأدب العربي حيث يضرب العرب بأهلها الأمثال في البخل فحين يقول العربي أنك من أهل مرو فهو يرمي إلى انك بخيل، دخل الإسلام بعدما فتحت على يد الأحنف بن قيس.
بقيت مرو عاصمة لإقليم خراسان في عهد الخلافة الأموية، وبالأخص في عهد ولاة خراسان الأمويين مثل المهلب بن أبي صفرة ويزيد بن المهلب وأمية بن عبد الله بن خالد وقتيبة بن مسلم الباهلي والجنيد بن عبد الرحمن المري وأشرس بن عبد الله السلمي ونصر بن سيار الكناني وغيرهم.
اكتسبت مرو أهميتها عندما أعلن أبو مسلم الخراساني بدء السلالة العباسية في مرو، فأعادت تأسيسها واُستخدمها كقاعدة لبدأ التمرد على الخلافة الأموية. بعد استقرار العباسيين في بغداد، استمر أبو مسلم في حكم مرو كأمير شبه مستقل حتى اغتياله في نهاية المطاف.وكذلك كانت مركز خراسان أيام وجود المأمون، واستمرت كذلك إلى أن نقل الطاهريون مركز خراسان إلى نيسابور، وأطلق عليها البعض أنها «أم القرى» لخراسان.
كان الخليفة المأمون قد اتخذها قاعدة لحكمه أثناء صراعه مع أخيه الأمين، قال عنها: يستوي الشريف والوضيع من مرو في ثلاثة أشياء، الطبيخ النارنك والماء البارد لكثرة الثلج فيه والقطن اللين"....وبمرو الرّزيق بتقديم الراء على الزّاي والماجان وهما نهران كبيران حسنان يخترقان شوارعها ومنهما سقي أكثر قراها.
كانت مرو قاعدة خراسان كذلك في أيام السلجوقيين وصدر الإسلام، عظم شأنها أيام السلاجقة، حيث جعلوها أولى المدن مرة، قال الحموي: «وقد كان السلطان سنجر بن ملك شاه السلجوقي مع سعة ملكه، قد اختارها على سائر بلاده، ومازال مقيما بها إلى أن مات، وقبره بها في قبة عظيمة، لها شباك إلى الجامع، وقبتها زرقاء، تظهر من مسيرة يوم، بلغني أن بعض خدمه بناها له بعد موته.. وتركتها أنا في سنة 616هـ على أحسن ما يكون...»
أقام ياقوت في «مرو» ثلاثة أعوام يجمع مادة كتابه «معجم البلدان»؛ لأن مرو كانت قبل ورود التتر إليها مشهورة بخزائن كتبها، وكان يتمنى البقاء فيها لولا ورود التتر إليها، ففارقها إلى خوارزم، فلبث فيها شهورا، ثم فارقها إلى إربل، ولم يطب له المقام فيها، فتركها إلى الموصل.

### قدوم المغول
لم يدم ما كان لمدينة مرو من البهاء والتوسع، حيث أصابها ما أصاب غيرها من المدن الإسلامية في تلك الأقطار مع قدوم جحافل المغول التتار، حيث دمرها التتار، وجعلوها أثرا بعد عين، وكان تدميرهم لها سنة 617هـ، وقد أضحت خزائن الكتب في مرو طعمة للنيران عقب نهبهم للمدينة. قال الحميري وهو يتحدث عما حدث لمدينة مرو: «وانجلت الحال عن سبعمئة ألف قتيل من المسلمين، وإنما عرف عددهم بأن وضعت عليهم قطع القصب، وكان القتلى بنيسابور وبلخ وهراة أكثر ممن كانوا بمرو، وهذه أمهات مدن خراسان التي كان المثل يضرب بعمارتها وعظمها، خربوها وقتلوا أهلها في بعض سنة، وفعلوا في مدارس هذه المدن وربضها ما تنبو عنه الأسماع، فسبحان من أرسلهم لطي الدنيا» قام التتار بحرق الجوامع والخزائن وغيرها، وكسروا السدود والمسنيات ومقاسم الماء في نهر مرغاب، فتحولت البلاد من واحة خضراء إلى سبخة مقفرة. وحين اجتاز ابن بطوطة بما وراء النهر إلى خراسان: أخبر بأن مدينتي: بلخ ومرو خربتان. أدى النهب الذي ألحقها قوات جنكيز خان إلى انخفاض كبير في أهمية مرو

### العهد السوفييتي
المدينة الحديثة انشأت في عام 1884 كمركز إداري للجيش الروسي. وتطورت عن طريق الاتحاد سوفييتي كمركز للمنتجات القطنية من خلال الاستعمال الواسع لهندسة الري.

## جغرافيا
تقع المدينة على احداثيات 37.6000 شمالاً، 61.8333 شرقاً. المدينة عبارة عن واحات في صحراء كاراكام، التي تقع على نهر المرغاب.

## عدد السكان
ماين عامي 539 هـ حتى 547 هـ الموافق لـ 1145م -1153م، اعتبرت أكبر مدينة في العالم من عدد السكان حيث فاق عدد سكانها 200,000 نسمة.

## الاقتصاد والثروات
تعتبر المدينة رابع أكبر المدن في تركمانستان، وأكبر مركز صناعي، للغاز الطبيعي حيث أنه في عام 1968م تم اكتشاف احتياطات هائلة من الغاز الطبيعي على بعد 20 كيلومتر غرب المدينة. وتشتهر كذلك بصناعات القطن، والقطن والغاز هما أهم المنتجات في تركمانستان. وهي مركز تجاري للقمح وجلود الحيوانات والصوف.

## مشاهير من مرو

### الصحابة الذين دفنوا فيها
دفن فيها عدد من الصحابة، وما زالت أضرحتهم ظاهرة، أبرزهم:

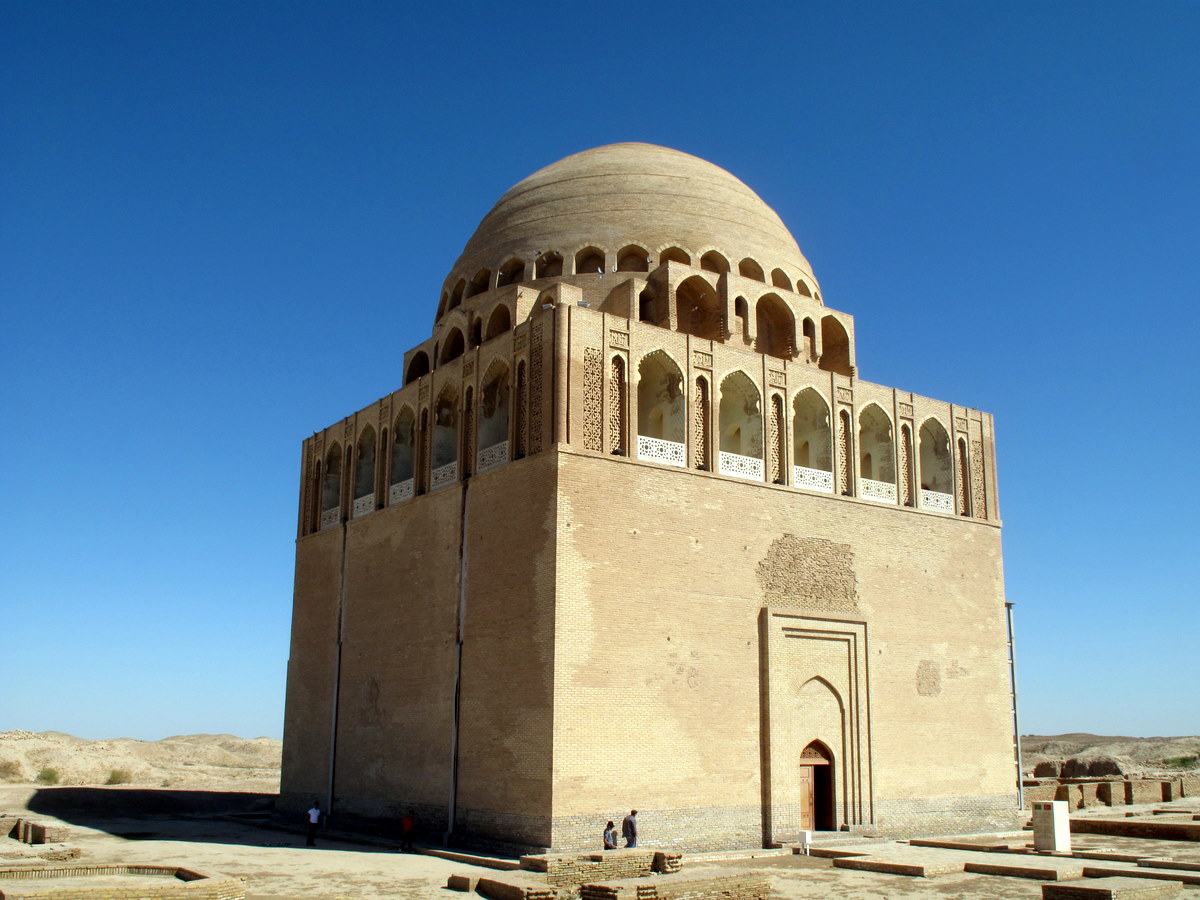
مرقد السلطان أحمد سنجر بمرو

1. بريدة بن الحصيب الأسلمي
2. أبو برزة
3. قريط بن أبي رمثة
4. الحكم بن عمرو الغفاري

### علماء ولدوا أو نشأوا بها:-
1. عبد الله بن المبارك.
2. أحمد بن حنبل هناك رواية تقول أن ولادته كانت بمرو، لكن الأرجح أنه وُلد في بغداد.[11]
3. إسحاق بن راهويه المروزي ثم ذهب لنيسابور.
4. بشر بن الحارث الملقب بالحافي.
5. عبد الله بن عثمان بن جبلة بن أبي رواد الأزدي العتكي المروزي. الشهير بقلب عبدان.
6. سعيد بن منصور الخراساني مؤلف كتاب السنن أصله من مرو وانتقل إلى جوزجان
7. محمد بن نصر المروزي.
8. أبو بكر القفال كان قفالا ثم اتجه إلى الفقه بعد أن صار عمره 30 سنة.
9. أبو حمزة السكري
10. أبو المظفر السمعاني
11. عبد الرحمن الخازني المكنى بأبي الفتح؛ هو العالم المسلم الفيزيائي والأحيائي والكيميائي والرياضي والفيلسوف الذي تأثر بالفلسفة الإغريقية البيزنطية؛ عاش بصحة وبنية قويتين ما بين عامي 1115 و 1155م.

## مدن شقيقة
- بلخ.
- باكو.
- ووهان.
- زغرب.
- القاهرة.
- نيسابور، تبريز، همدان واصفهان؛
- بغداد، كربلاء؛كركوك.
- القدس
- البندقية.
- الكويت.
- لاهور.
- غزة.
- سان بطرسبرغ.
- المدينة المنورة؛مكة.
- دمشق وحلب.
- خجند.
- استانبول، قونية، بورسا وأزمير.
- نسا وكهنه غرغانج.
- دبي.
- بخارى وسمرقند.

## معرض الصور

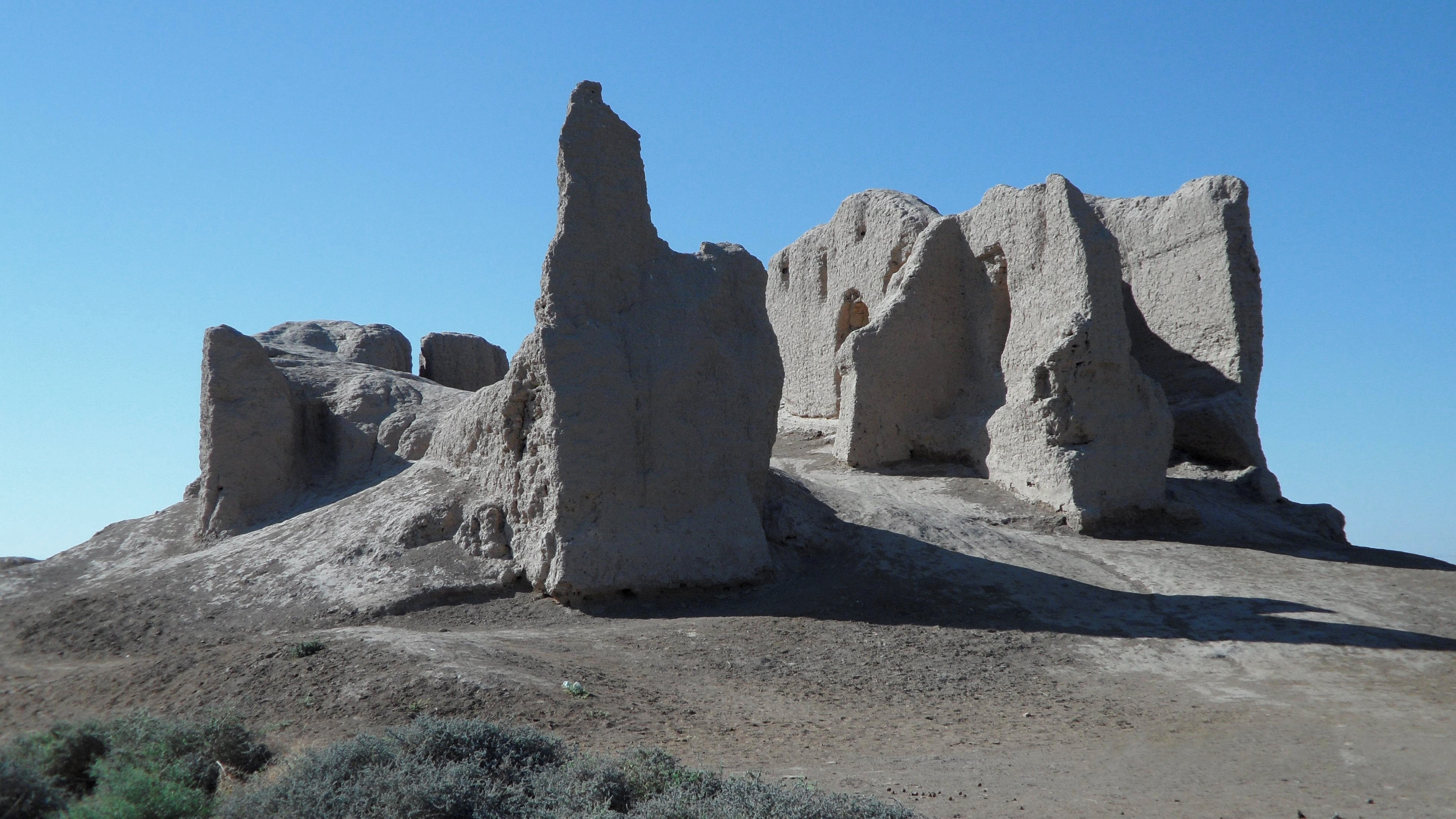
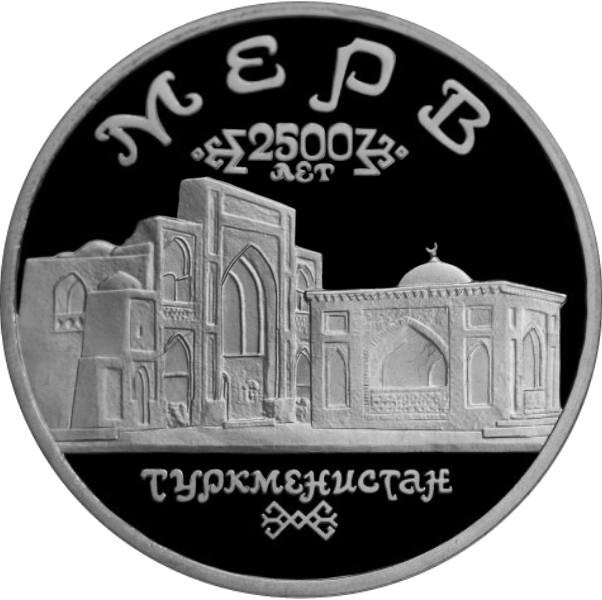
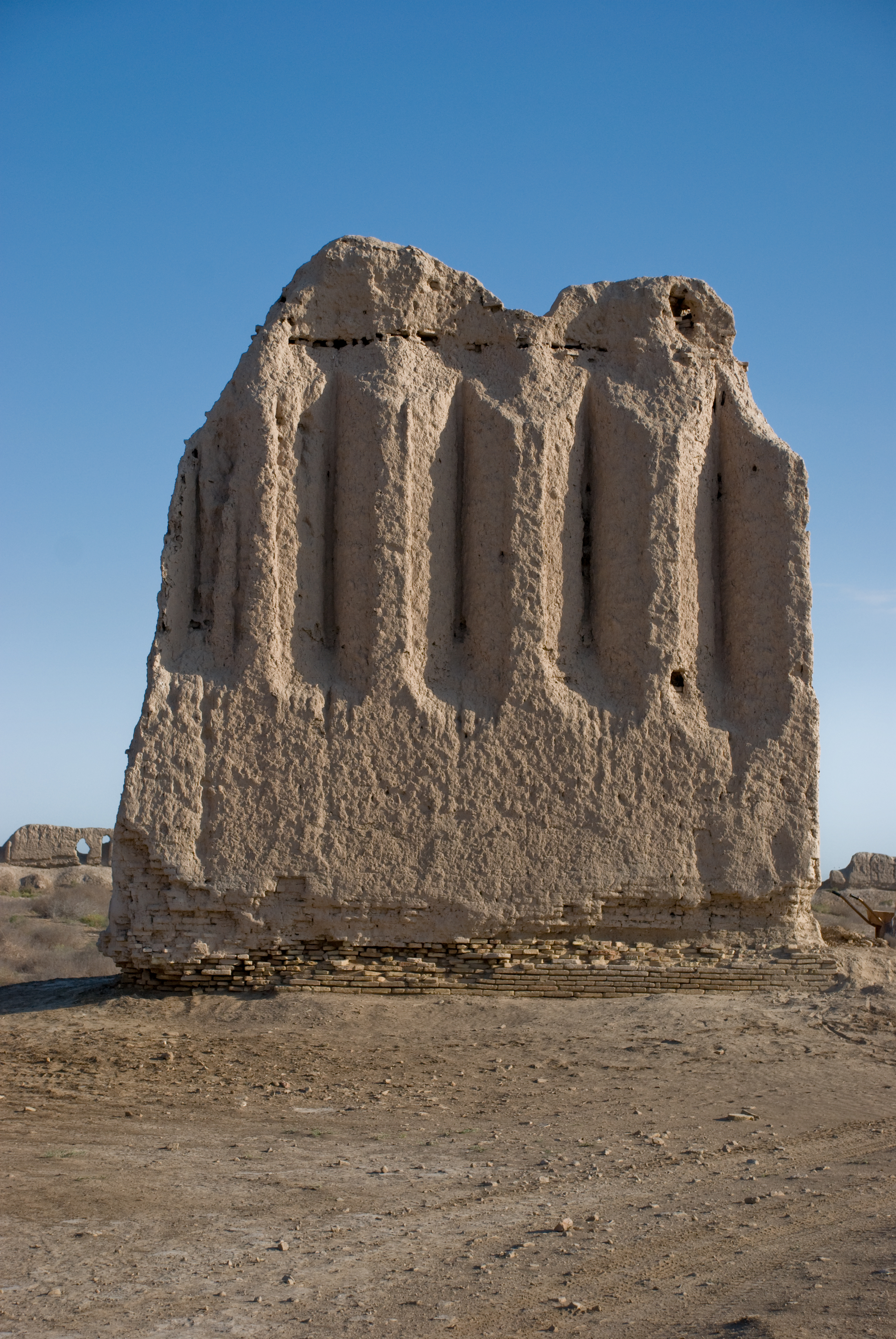
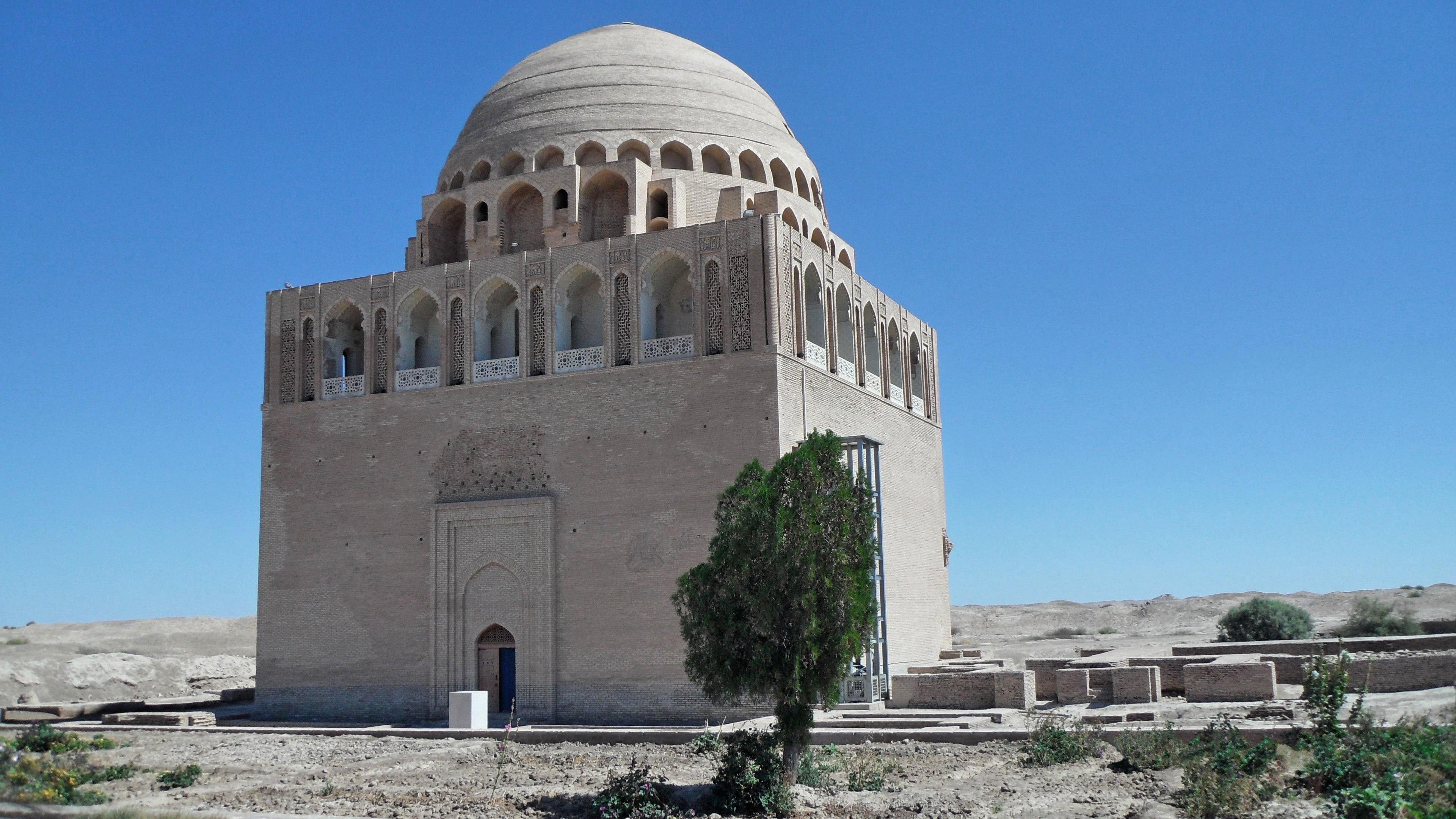
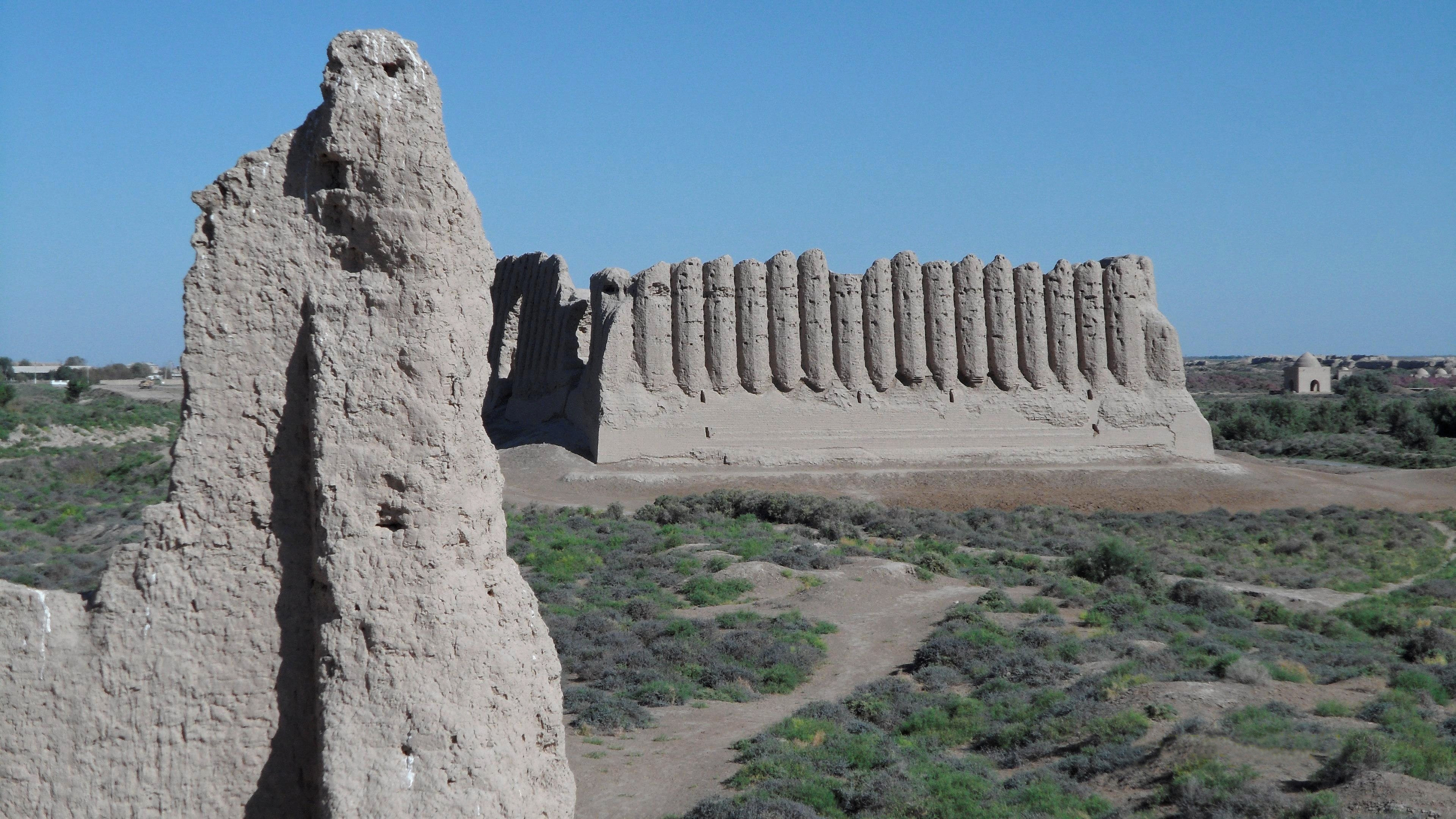